# عاصفة التنين (علم الفلك)

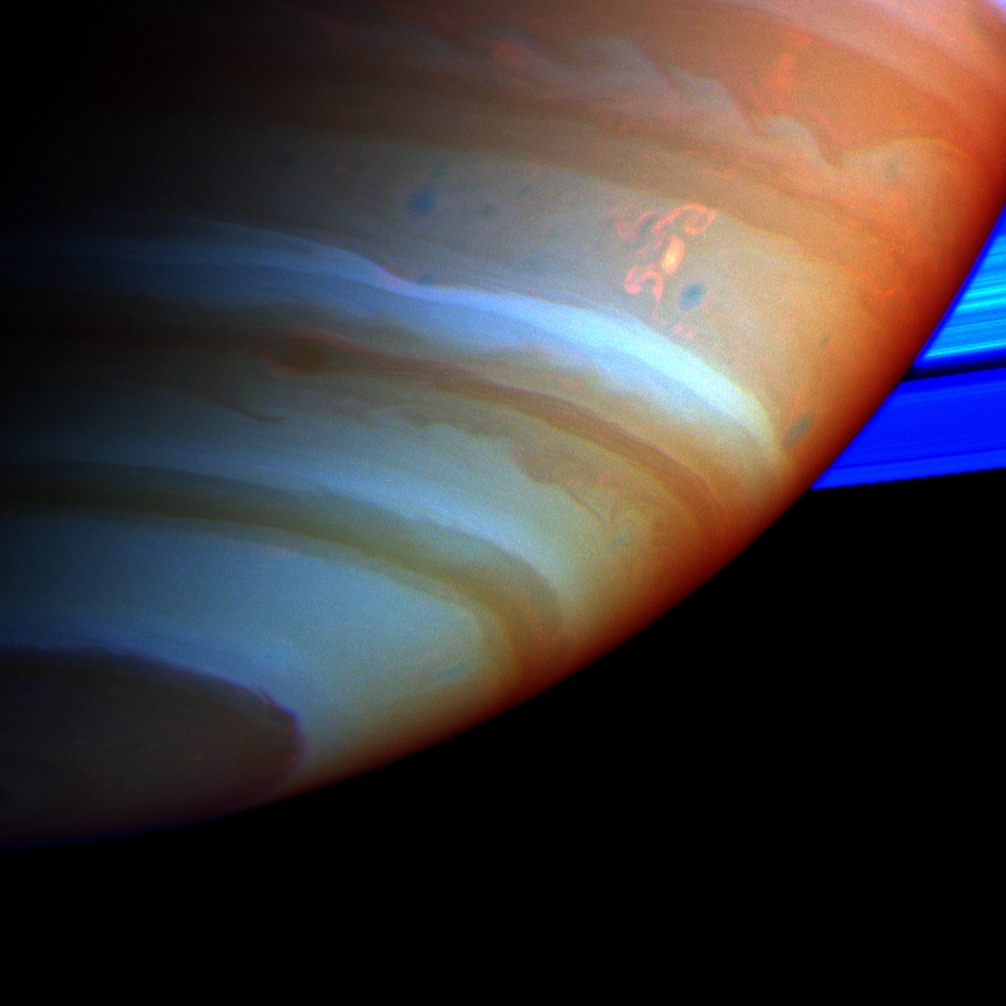
عاصفة التنين

عاصفة التنين (أطلق عليها هذا الاسم في سبتمبر 2004 بسبب شكلها الغريب) هي عاصفة كبيرة وساطعة ومعقدة الحمل توجد في نصف الكرة الجنوبي لكوكب زحل. يَبدو أن هذه العاصفة ذات عمر طويل، وتتهيج بشكل دوري وتنتج أعمدة بيضاء متزايدة لا تلبث أن تهدأ. كما أن هذه العاصفة مصدر قوي للموجات الراديوية.